# Traan (olie)
Traan is een olie-achtige substantie dat voorkomt in het weefsel van bepaalde zeedieren.
De meest bekende vormen zijn:
- Walvistraan, ook wel smeer genoemd, gewonnen uit het spek van zeezoogdieren.
- Levertraan, gewonnen uit de levers van bepaalde zeevissen.

In het algemeen kan men traan ook winnen uit gehele vissen door persen. Vaak spreekt men dan van visolie. Het afvalwater dat bij dit proces vrijkomt wordt visperswater genoemd. Aan de visolie worden gezondheidsbevorderende eigenschappen toegekend die niet altijd door wetenschappelijk onderzoek kunnen worden bevestigd.